# 기노시타 신노스케
기노시타 신노스케(일본어: 木下 慎之輔, 2004년 5월 9일~)는 일본의 축구 선수이다.

## 구단 경력
그는 2023년 J1리그의 세레소 오사카에 입단했다. 2024년 4월 J3리그의 가이나레 돗토리로 이적했다.